# Sean Hannity
Sean Patrick Hannity (* 30. prosince 1961 New York) je americký rozhlasový a televizní moderátor a konzervativní politický komentátor.

## Mládí a vzdělání (1961–1989)
Sean Hannity se narodil v New Yorku. Jeho otec se jmenoval Hugh J. Hannity, jeho matka Lillian F. Hannity. Prarodiče z obou stran se do Spojených států přistěhovali z Irska. Vyrostl v obci Franklin Square v unijním státě New York spolu se svými dvěma sestrami, Joanne S. Hannity a Therese Grisham.
V roce 1980 maturoval na katolickém gymnáziu St. Pius X Preparatory Seminary High School ve městě Uniondale ve státě New York. Poté studoval na New York University a Adelphi University, avšak studium nedokončil.
V druhé polovině 80. let pracoval jako stavební dělník ve městě Santa Barbara, Kalifornie a také jako číšník.

## Politický komentátor v rozhlase a televizi
Moderuje vlastní show The Sean Hannity Show, vysílanou ve Spojených státech na celonárodních rozhlasových sítích. Také moderuje pořad Hannity, vysílaný na Fox News, ve kterém komentuje současná témata.
Svou první talk-show moderoval v roce 1989 jako dobrovolník v univerzitní rozhlasové stanici na Kalifornské univerzitě v Santa Barbaře. Poté pracoval v rozhlasových stanicích WVNN v Athens v Alabamě a ve WGST v Atlantě. Po odchodu z WGST pracoval až do roku 2013 pro WABC v New Yorku. Od roku 2014 pracuje pro rozhlasovou stanici WOR, vysílající v metropolitní oblasti města New York.
V roce 1996 Hannity spolumoderoval s Alanem Colmesem pořad Hannity & Colmes na síti Fox. Po odchodu Colmese v lednu 2008 Hannity spojil tento pořad se svým pořadem Hannity.
Hannity během své kariéry obdržel řadu poct, mezi nimi čestný doktorát z Liberty University. Napsal tři knihy, které se dobře umístily na seznamu bestsellerů New York Times: Nechte svobodu znít: Vítězství svobody nad liberalismem (Let Freedom Ring: Winning the War of Liberty over Liberalism); Chraň nás od zlého: Porážka terorismu, despotismu a liberalismu (Deliver Us from Evil: Defeating Terrorism, Despotism, and Liberalism); Konzervativní vítězství: Porážka Obamovy radikální agendy (Conservative Victory: Defeating Obama's Radical Agenda). V roce 2020 vydal Hannity čtvrtou knihu s názvem Žít svobodně, nebo zemřít (Live Free or Die).
Je podporovatelem Donalda Trumpa od počátku jeho kampaně v prezidentských volbách roku 2016. Od Trumpova zvolení prezidentem často figuroval jako jeho neoficiální mluvčí, kritizoval média, napadal vyšetřování ruského vměšování do prezidentských voleb, vedené speciálním státním zástupcem Robertem Muellerem, a v roce 2020 vystupoval proti omezování osobní svobody během pandemie covidu-19. Říká se, že si telefonuje s prezidentem téměř každý večer. Často bývá poradci Bílého domu nazýván jeho neoficiálním personálním šéfem. Podle časopisu Forbes se Hannity stal od roku 2018, díky své blízkosti prezidentovi Trumpovi, jedním z nejsledovanějších televizních a rozhlasových moderátorů USA.